# Посёлок имени ОГПУ
имени ОГПУ — упразднённый посёлок располагавшийся на территории современного Саткинского района Челябинской области России. В 1942 году в месте с посёлками Катавка и рудника Тяжёлый был объединён в один населённый пункт рабочий посёлок Рудничный. В 1951 году вместе с посёлком Рудничным и рабочим посёлком Бакал был объединен в один населённый пункт город Бакал.
Территория бывшего посёлка образует отдельный внутригородской микрорайон города.

## География
Находится между горами Брусничная и Буландиха, севернее федеральной трассы M5 «Урал».

## История
Село возникло в связи с разработкой самого крупного из Бакальских рудников — Успенского.
Во 2-й половине 1800-х годов в селе была построена деревянная церковь Димитрия Солунского.
По данным на 1926 год село Рудничное (Большая Казарма) состояло из 446 хозяйств. В административном отношении являлось центром Рудничного сельсовета Саткинского района Златоустовского округа Уральской области.
В 1928 году бывший Успенский рудник был переименован в имени ОГПУ и всей видимости в этот же момент было переименовано и село.
Указом ПВС РСФСР от 12 сентября 1942 года посёлки имени ОГПУ, Катавка и рудника Тяжёлый были объединены в посёлок Рудничный.

## Население
По переписи 1926 года в селе проживало 1837 человек, в том числе 856 мужчин и 981 женщина. В национальном отношении русские составляли 99 % населения.

## Инфраструктура
Личное подсобное хозяйство с зоной сельскохозяйственного использования, индивидуальная застройка усадебного типа.

## Транспорт
Автобусное сообщение. Остановка «Кладбище».

## В искусстве
Несколько фотоснимков Прокудина-Горского посвящены селу Рудничному.